# Obershagen
Obershagen is een plaats in de Duitse gemeente Uetze, deelstaat Nedersaksen. Eind 2017 telde Obershagen 1048 inwoners.

## Dorpstype
Het in de middeleeuwen, rond 1350 als Obergeshagen ontstane dorpje Obershagen is een goed voorbeeld van een zogenaamd Hagenhufendorf.

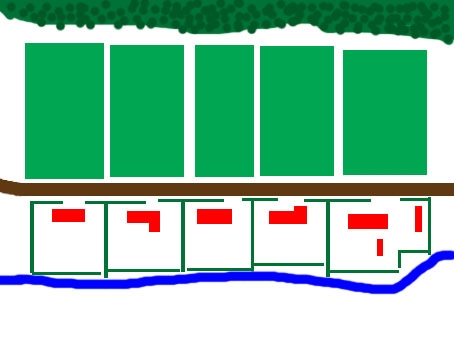
Schema van een Hagenhufendorf. Van boven naar onder: bos; akkers; de weg; de boerderijen; de beek.
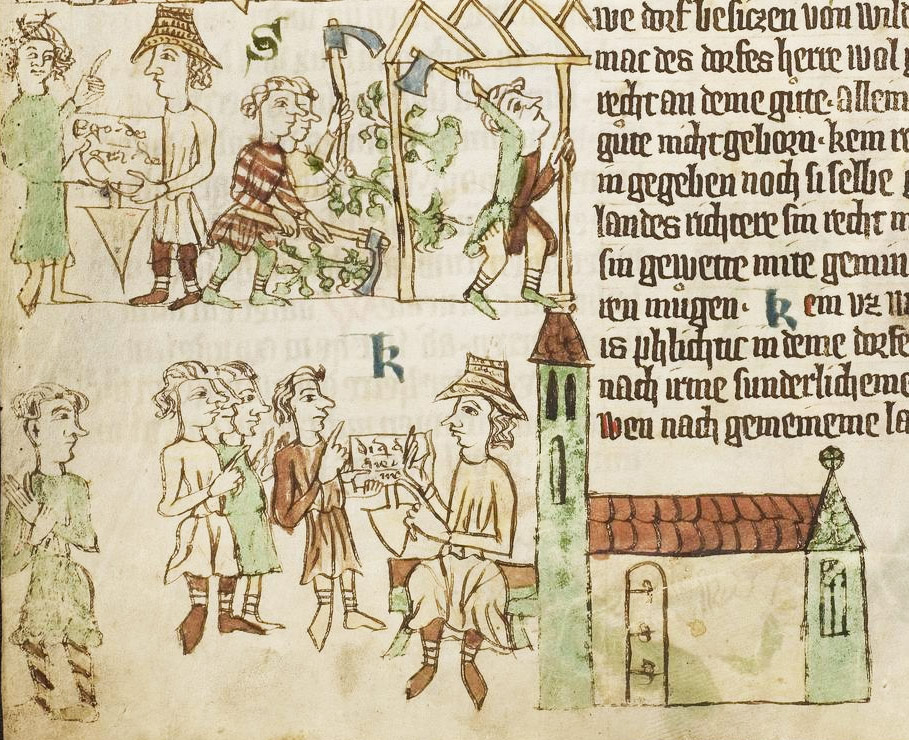
Een zogenaamde Lokator (met hoed) leidt de ontginning van land in het oosten van Duitsland (afbeelding uit de Saksenspiegel)

Een dergelijk dorp is bijna altijd te herkennen aan een plaatsnaam op -hagen, en ontstond, vaak in de 13e eeuw, als volgt:
In de noordelijke helft van het huidige Duitsland stond de landheer aan boeren toe, een nabij een beek gelegen strook bos te ontginnen. Het bos werd gekapt, en er werd een weg of pad evenwijdig aan de beek aangelegd. Iedere boer bouwde tussen de weg en de beek een boerderij. Tegenover de boerderij, dus aan de overkant van de weg, werd een rechthoekig perceel land, vaak van 20 tot 40 morgen land (Hufe genaamd) afgepaald, en vaak, evenals de boerderij zelf, met een haag omheind. Dit land diende als akker, moestuin of grasland voor kleinvee of varkens. Soms wees de landheer een zgn. Lokator aan, die aan de ontginning leiding gaf, de distributie van zaai- en pootgoed regelde en kleine geschillen beslechtte; de Lokator had vaak zelf ook een stuk land met een boerderij, die tweemaal zo groot was als die van de andere kolonisten. Als de ontginning voltooid was, verkocht de Lokator zijn bezittingen soms (met winst!) en ging dan voor de landheer elders een ontginning leiden. Vergelijk voor Nederlandse ontginningsdorpen: Cope (perceel).

## Algemene informatie
Geschiedkundige feiten in Obershagen van meer dan plaatselijk belang zijn niet overgeleverd.
Obershagen deelt veel voorzieningen, zoals scholen, met het er bijna aan vastgebouwde zuidelijke buurdorp Hänigsen. Voorheen was Obershagen puur een boerendorp; sedert het eind van de 20e eeuw hebben de meeste boeren plaats gemaakt voor woonforensen, dorpsbewoners met een werkkring in een grotere plaats in de omgeving. Industrie ontbreekt.

## Afbeeldingen

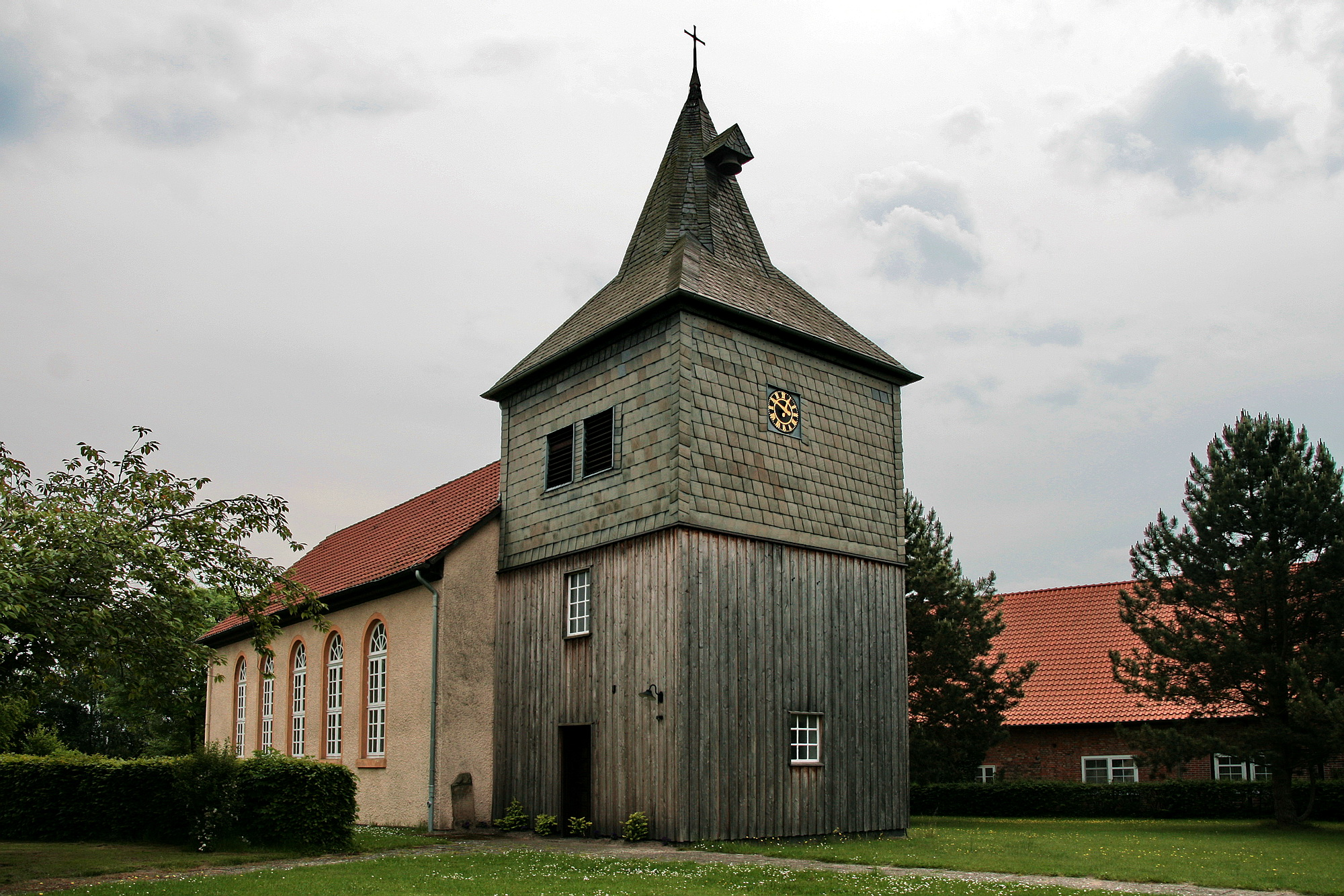
Sint-Nicolaaskerk, Obershagen (1843)
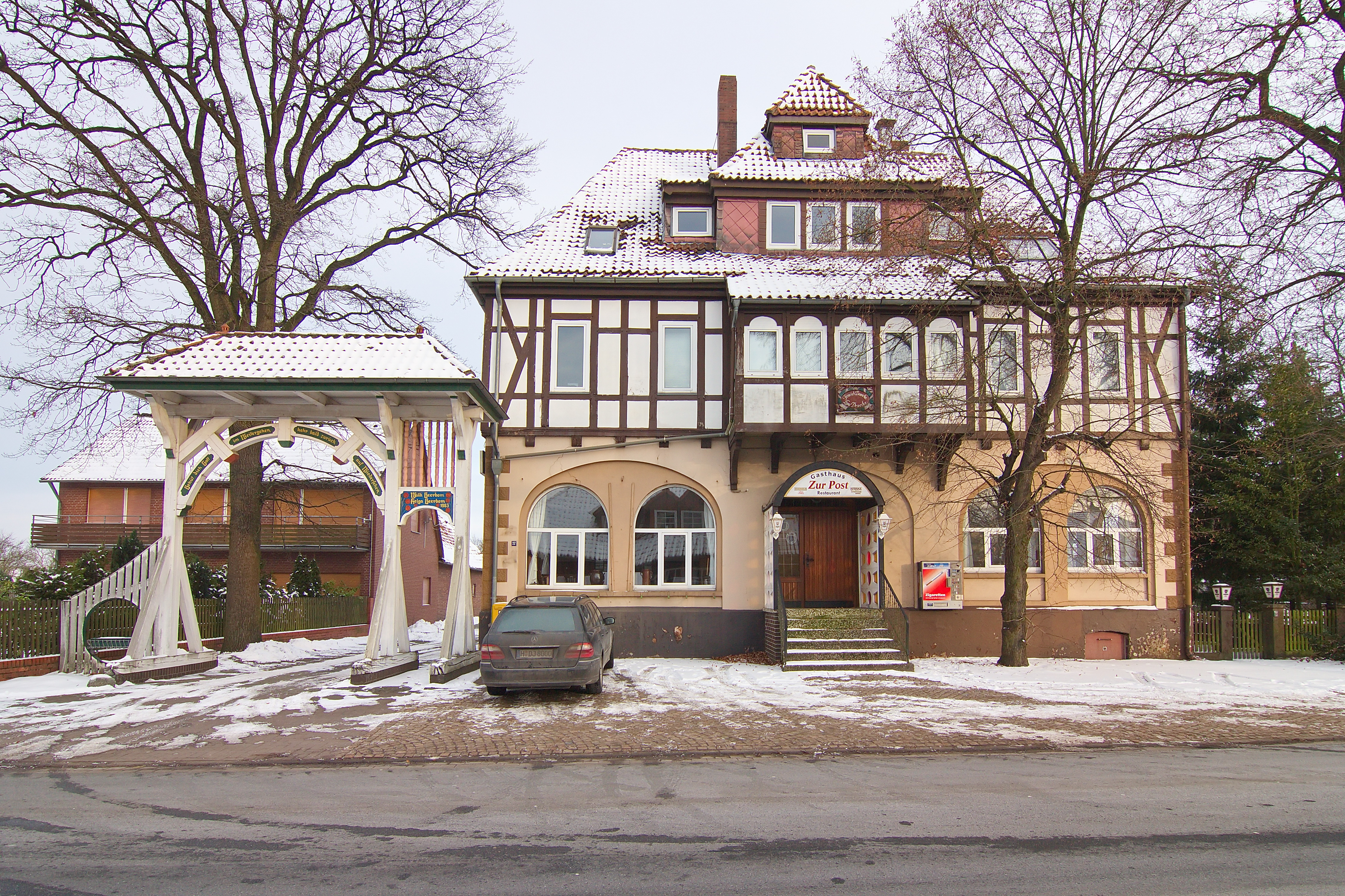
Hotelletje Gasthaus zur Post